# 고바야시 다이고
고바야시 다이고(일본어: 小林 大悟, 1983년 2월 19일 ~ )는 일본의 축구 선수이다. 시즈오카현 후지시 출신이며, 포지션은 미드필더이다. 2004년 11월 13일에 모델인 사토 아야카와 결혼하였다.

## 경력
일본 시미즈 상업고등학교 시절부터 사노 유야(현재 기라반츠 기타큐슈 소속)와 함께 지명도가 있었으며, 졸업 후 도쿄 베르디 1969에 입단하였다. 이듬해부터 팀의 주축이 되어 주전자리를 확고히 하였다. 2002년에는 청소년 대표로 발탁되어 AFC U-19 축구 선수권 대회에서 준우승을 하였고, 그 다음해인 2003년에는 FIFA U-20 월드컵에 출전도 하였다. 2004년 제84회 천황배 전일본 축구 선수권 대회에서는 우승의 주역으로 활약하였다.
2005년 도쿄 베르디의 J2 강등이 확정되자, 개인 블로그에 "반드시 1년 내로 J1에 복귀하겠습니다"라며 결의하였다. 그러나 이후 "함께 싸워왔던 선수들이 해고되거나 팀을 떠나야하는 상황이 되어 저희를 팀이 정말 필요로 하는지 알 수 없게 되어버렸습니다."라고 하는 등 프런트의 대응에 불신감을 갖게되어 고민중이라는 심경을 토로하기도 하였다. 결국 2006년 1월 오미야 아르디자로의 이적을 결심(같은 이유로 주장이었던 야마다 다쿠야도 세레소 오사카로 이적)하였다. 또한 이적 발표 후 자신의 블로그에 이적에 대한 비판과 비방이 잇따르자 블로그를 일시 폐쇄하였다.
2006년 시즌 개막 직후 미드필더로 뛰면서 골과 어시스트를 연발하여 공격을 견인하는 등 두각을 나타냈다. 이 오미야 아르디자에서의 활약으로 일본 대표의 이비차 오심 감독에게도 주목받아 A 대표팀에 첫 선출되었으며, 8월 9일 트리니다드 토바고 축구 국가대표팀전에서 데뷔하였다. 이후로는 컨디션이나 소속팀의 상황탓에 대표팀으로는 차출되지 않았다.
2006년, 2007년 두 해 연속 조모컵에 출전하였다.
2009년 1월, 노르웨이 1부 리그인 스타베크에서 정식 제의를 받아 29일부터 연습에 참가하였고, 2월 2일 1년간의 임대 이적이 발표되었다. 이 이적으로 고바야시 다이고는 일본인 최초의 노르웨이 리그 선수가 되었다. 스타베크에서는 공격형 미드필더(주로 왼쪽) 포지션에서 뛰었다.
2010년 1월 27일에는 그리스 수페르리가 엘라다의 이라클리스 테살로니키로 이적하였다. 이것은 이적료가 발생하지 않는 자유 이적으로 계약 기간은 18개월(2011년 여름까지)였다. 2월 14일의 파니오니오스 FC전에 89분부터 리그 첫 출장을 하여 종반에는 공격수로 자리를 잡았다.
2011년에 시미즈 에스펄스로 이적하여, 약 2년간의 해외 선수생활을 마치고 일본으로 복귀하였다. 시미즈 구단에서는 등번호 10번을 받고 주력으로 기대를 받았으나 생각치못한 허리 통증 발생에 의해 개막전부터 늦게 출전하는 것과 복귀 이후에도 도중 출장이 대부분이었다. 시즌 중반에는 허리 통증이 악화되기 때문에 그 증세를 완치하기 위해 수술로 결정지었고, 그 결과에는 남아있는 시즌 기간을 재활 기간으로 낭비하였다.
2013년 1월, 미국 메이저 리그 사커의 밴쿠버 화이트캡스로 완전이적 하였다.

## 통계
| 일본 | 일본 | 일본 |
| 연도 | 출전 | 득점 |
| ---- | ---- | ---- |
| 2006 | 1    | 0    |
| 통산 | 1    | 0    |

## 개인 타이틀
- 2004년 - 제84회 천황배 전일본 축구 선수권 대회 우승
- 2009년 - 노르웨이 슈퍼컵 우승

## 대표팀 이력

### 출장 대회
- 2002년 - AFC U-19 축구 선수권 대회
- 2003년 - FIFA U-20 월드컵

### 시합 수
- 국제 A매치 1시합 0득점 (2006)